# Ludwig Christoph Heinrich Hölty
Ludwig Christoph Heinrich Hölty (Mariensee, Neustadt, 21 de desembre de 1748 - Hannover, 1 de setembre de 1776) fou un poeta alemany.
Freqüentà el Gimnàs de la seva població nadiua i després estudià teologia a Gottinga. Allà fou un dels més actius membres de l'anomenada Aliança de poetes de Gottinga (Goettinger Dichterbund). Uns amors contrariats i desgraciats i l'excessiu treball al que es dedicà per atendre la seva subsistència, li precipitaren la mort.
Els seus poemes (per exemple Wer wolle sicht mit Grillen plagen i Ueb'immer Treu und Redlichkeit) vessant gràcia i delicadesa d'idees, ingenuïtat de pensaments i entusiasme amorós, units a una rara harmonia de llenguatje. La vida pacífica i intensa, el sentiment de l'amistat, el gaudi de la naturalesa i de les seves manifestacions, són els principals elements de les seves poesies. Les seves baldes pertanyen als primers assaigs d'aquest gènere de composició a Alemanya.
Els seus Poemes els publicà per primera vegada Geissler a Halle, el 1782, després Voss i Stolberg a Hamburg, el 1783, amb algunes modificacions dels texts primitiu en una edició augmentada per Voss amb una excel·lent biografia de l'autor, (Hamburg, 1804) i, finalment, per Voigt (2a edició, Hannover, 1858).